# Hainburg an der Donau
Hainburg an der Donau – miasto w Austrii, w kraju związkowym Dolna Austria, w powiecie Bruck an der Leitha. Liczy 6106 mieszkańców (1 stycznia 2014).

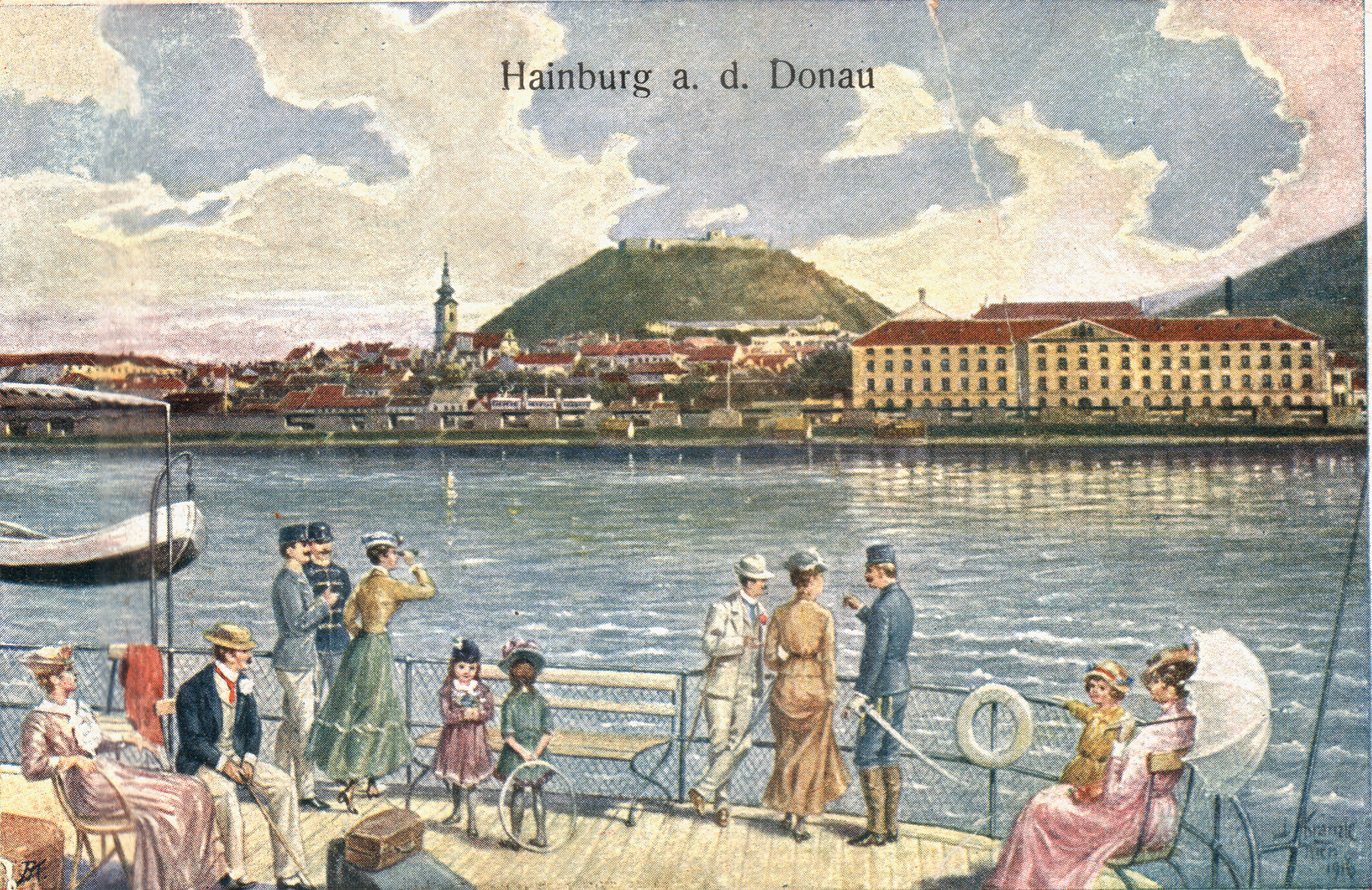
Hainburg an der Donau – 1916

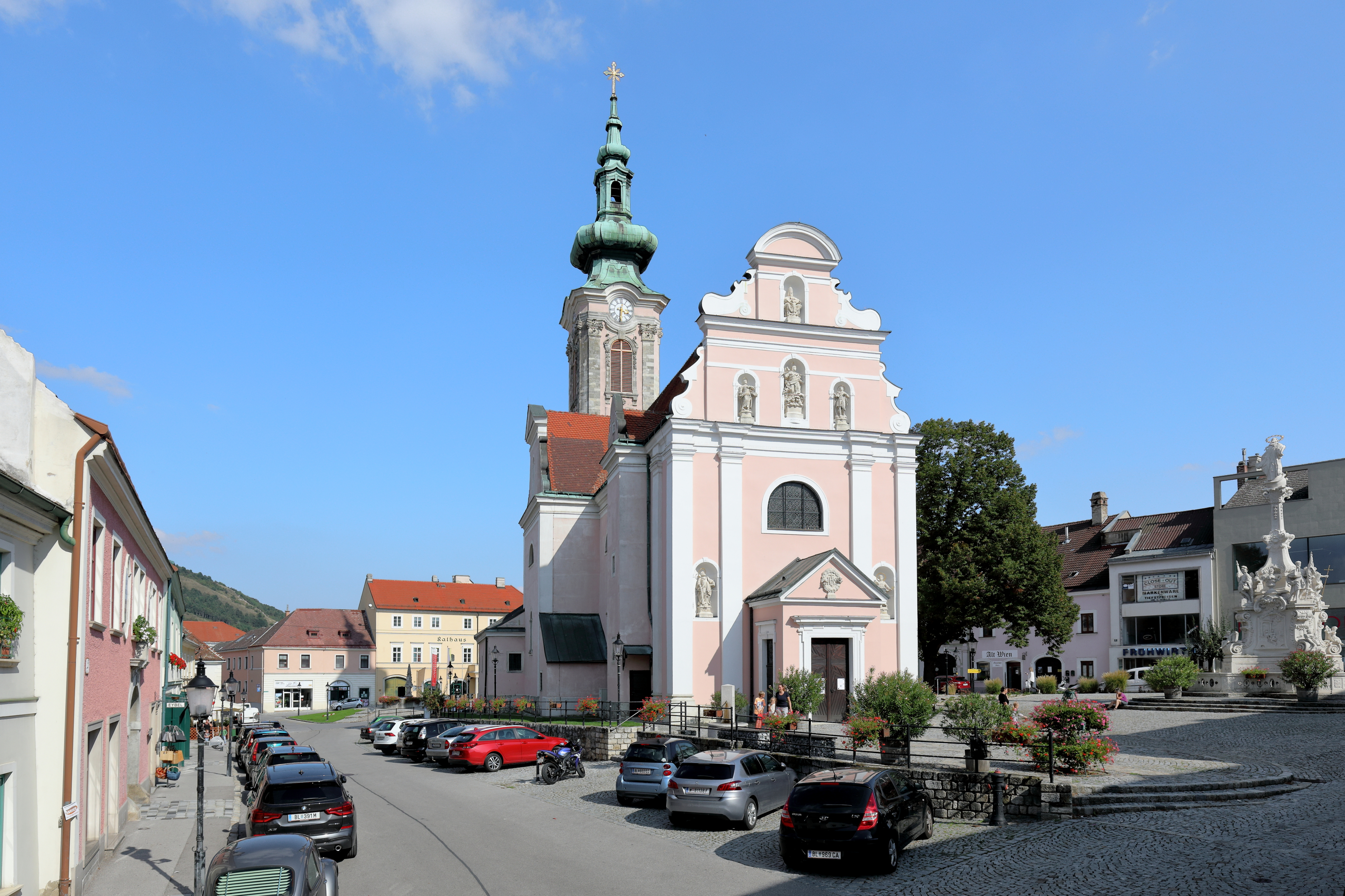
kościół Św. Filipa i Jakuba

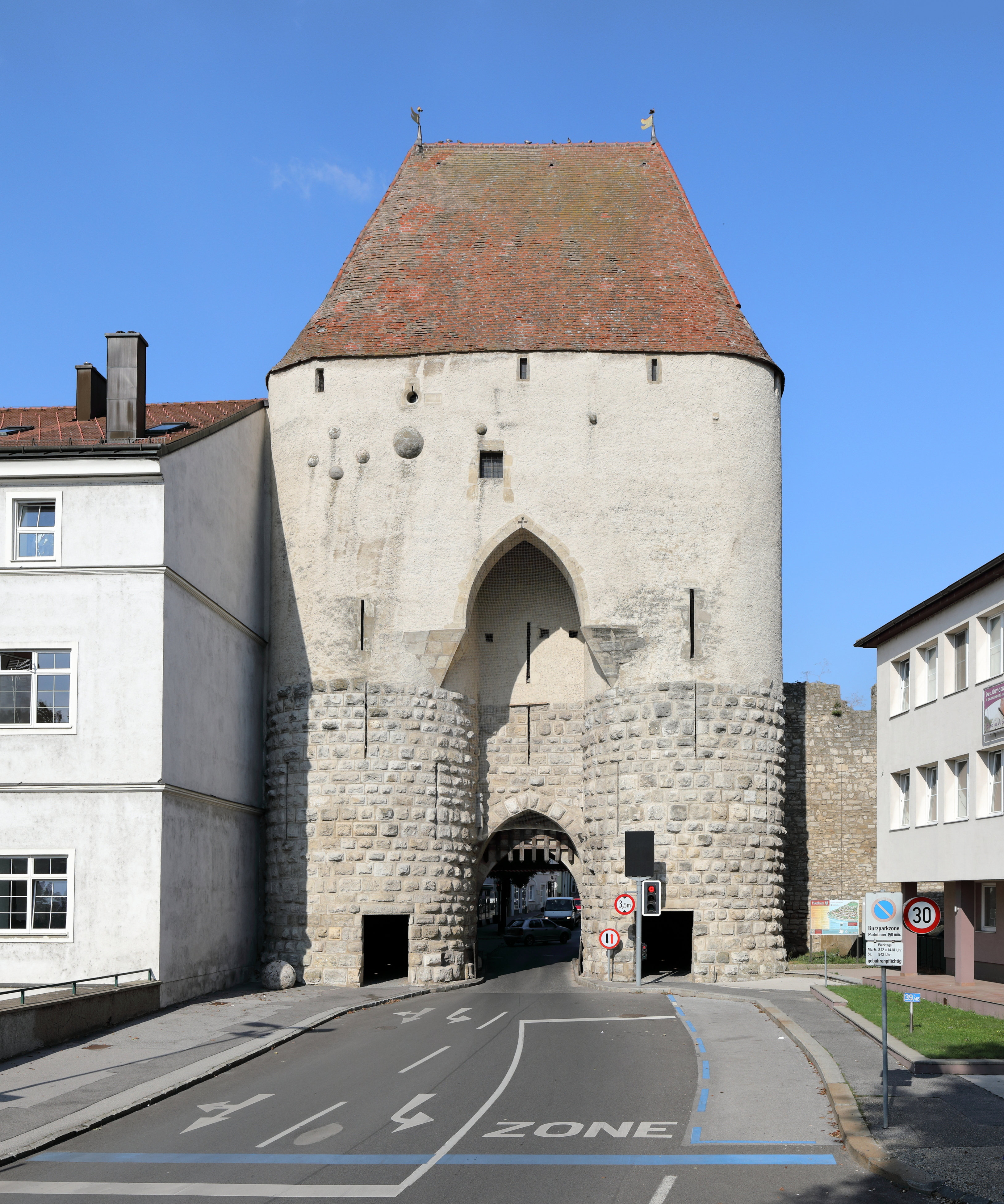
Wienertor

Leży nad Dunajem, pomiędzy Wiedniem a Bratysławą, bardzo blisko granicy słowackiej. Należy do regionu Industrieviertel.

## Historia
Za pierwszych osadników tego rejonu uznaje się Celtów, chociaż istnieją dowody, że tereny te były już zamieszkane wcześniej, przez plemię Ilirów. Miasto znajduje się na tym samym terenie co Carnuntum, stolica rzymskiej prowincji Panonii, gdzie przebywał Marek Aureliusz.
Budowę zamku Heimenburg na wzgórzu nad miastem, rozpoczął Henryk III Salicki. Zamek rozbudowali później Gebhard, Biskup Ratyzbony, Książę Konrad Bawarski oraz Adalbert I Babenberg. Zamek ten otoczony był 2,5 km murów obronnych, posiadał 3 bramy oraz 15 wież.
W roku 1108 zamek przeszedł w posiadanie Babenbergów. W drugiej połowie XII wieku został rozbudowany dzięki pieniądzom z okupu za uwolnienie z niewoli króla angielskiego Ryszarda Lwie Serce.
W latach 1220–1225 umocniono fortyfikacje. Między innymi wybudowano wtedy tzw. Bramę Wiedeńską Wienertor, która była największą bramą tego typu średniowiecznej Europy.
11 lutego 1252 na zamku odbył się ślub Małgorzaty z Babenburgów, siostry ostatniego Babenberga, Księcia Fryderyka II Bitnego, z Przemysłem Ottokarem II, Księciem Austrii.
Po przegranej Bitwie pod Suchymi Krutami w roku 1278 Ottokar II utracił zamek na rzecz Habsburgów.
W roku 1629 zamek stał się częścią miasta. 11 lipca 1683 podczas najazdu Turków, miasto i zamek zniszczono. Zamordowano wtedy 8000 mieszkańców.
Kompozytor Joseph Haydn w wieku 6 lat przebywał w Hainburgu, gdzie pobierał pierwsze nauki muzyki u swego krewnego Josepha Mathiasa Francka. W latach 1737–1740 śpiewał w lokalnym chórze chłopięcym. Na głównym placu miasta znajduje się fontanna Haydna.
W końcowym okresie istnienia Austro-Węgier w mieście znajdował się oddział cesarsko-królewskiej Technicznej Akademii Wojskowej (k.u.k. Technische Militärakademie).
Od zakończeniu I wojny światowej, Hainburg an der Donau jest najbardziej wysuniętym na wschód miastem Austrii.
Dzisiaj miasto jest częścią Parku Narodowego Donau-Auen.

## Współpraca
Miejscowości partnerskie:
- Nieder-Roden – dzielnica Rodgau, Niemcy
- Šamorín, Słowacja